# Assemblea de les Terres de Lleida
L'Assemblea de les Terres de Lleida va ser una plataforma del moviment antifranquista que agrupava l’oposició política i sindical contra la dictadura del general Franco a la demarcació de Lleida.

## Fundació
Es va constituir el 7 de febrer de 1972 a l'església de Santa Maria de Balaguer a imatge de l'Assemblea de Catalunya. Durant l’acte fundacional hi van intervenir Joan Colomines, representant l'Assemblea de Catalunya, Enric Farreny, Magda Ballester i Ventura Margó. En aquell acte fundacional hi van assistir persones procedents de l'Alt Urgell, les Garrigues, la Noguera, el Pallars Jussà, el Segrià, i l'Urgell, a més de representants de Comissions Obreres, Comissions Pageses, Joves Democràtics, Dones Democràtiques, Front Nacional de Catalunya i del Partit Socialista Unificat de Catalunya (PSUC).

## Punts programàtics i perfil polític
L’Assemblea va fer públic un document on defensava els 4 punts emblemàtics de l'Assemblea de Catalunya i hi afegia dos punts programàtics més: constituir una Comissió Permanent de l’Assemblea de les Terres de Lleida integrada dins de la Comissió Permanent de l'Assemblea de Catalunya, i proclamà que l’Assemblea tenia un caràcter obert a tota la ciutadania i grups democràtics.
Malgrat estar sota influència predominant del PSUC, el 1974 l’Assemblea de les Terres de Lleida estava formada per membres del Front Nacional de Catalunya, PSUC, Partit Carlí Català, Partit Comunista d’Espanya (Internacional), Joventut Comunista del PSUC, Jove Guàrdia Roja, Comissions Obreres, Comissions de Pagesos, Assemblea d’Estudiants Pro-Assemblea de Catalunya i diversos intel·lectuals de perfil polític democràtic.

## Accions
Entre les accions més destacades de l'Assemblea de les Terres de Lleida cal assenyalar la campanya per a fer una manifestació unitària per l’11 de setembre de 1972 al mateix temps que es promovien manifestacions locals a Agramunt, Balaguer, les Borges Blanques, Cervera, Guissona, Mollerussa, la Seu d'Urgell, Solsona, Sort, Tàrrega, Tremp i Vielha.

## Desaparició
L’Assemblea de les Terres de Lleida patí dos onades de detencions en participar representants seus a l'Assemblea de Catalunya. La primera el 28 d’octubre de 1973 amb la caiguda dels cent tretze a l'església de Santa Maria Mitjancera de Barcelona, entre els quals els membres de la Comissió Permanent com Antonio Cantano, Jordi Carreres, Pere Culleré, Gregori Gallego, Celestí Regué, Miquel Àngel Sòria, Miquel Àngel Soriano-Montagut Marcos i Pere Terrado.
La segona gran onada de detencions es produí el setembre de 1974 amb la caiguda dels seixanta-set de l’Assemblea de Catalunya al convent de les Escolàpies de Sabadell, on fou detingut el lleidatà Ventura Margó.
Aquestes detencions juntament amb l’aparició en l'escena política de CDC i la forta identificació de l'Assemblea de les Terres de Lleida amb un perfil polític comunista feu que partits no marxistes com PSC-R o ERC no participessin activament de l’Assemblea, fet que debilità fortament el seu paper polític en el nou panorama institucional que es dibuixava. De la mateixa manera que l'Assemblea de Catalunya, l'Assemblea de les Terres de Lleida va desaparèixer un dia indeterminat sense cap mena d’acte formal.

## Membres
| Nom                                   | Ocupació             | Localitat                      |
| Aluja, Antoni                         | Estudiant            |                                |
| Ballester Sirvent, Magda              | Periodista           | Lleida                         |
| Bergé, Marcel·lí                      | Fotògraf             | Balaguer                       |
| Blanco González, Rosa Mari            | Mestra               |                                |
| Canales, Jesús                        | Obrer metal·lúrgic   |                                |
| Cantano Palma, Antonio                | Obrer construcció    | Lleida (n. Loja, Granada)      |
| Castell Papell, Felip                 | Mecànic              | Balaguer (n. Barcelona)        |
| Chacón Giménez, Antonio               | Obrer construcció    | Lleida (n. Pruna, Sevilla)     |
| Chacón, Julio                         | Obrer construcció    |                                |
| Claverol, Lluís                       | Aparellador          |                                |
| Cortijo, Manuel                       | Obrer construcció    |                                |
| Culleré Ibars, Joan                   | Viatjant             | Lleida (n. Barcelona)          |
| Culleré Ruciero, Pere                 | Viatjant             | (n. Le Bousquet d’Orb, França) |
| Del Agua, Eduardo                     | Metge oftalmòleg     |                                |
| Farreny Martí, Enric                  | Professor            | Lleida                         |
| Figueres, Josep                       | Empleat              |                                |
| Galceran, Enric                       | Arquitecte           |                                |
| Gallego Marín, Gregori                | Empleat              | Balaguer                       |
| Granado Martín, Joan                  | Agent d’assegurances | Lleida                         |
| Ibars, Lídia                          | Estudiant            |                                |
| Juvillà, Josep Maria                  | Perit mecànic        |                                |
| Macaya                                | Obrer                |                                |
| Macaya, Maria Àngels                  | Estudiant            |                                |
| Maestre Quero, Catalina               | Mestressa de casa    | Lleida (n. Banyoles)           |
| Magre Servet, Jaume                   | Professor            | Lleida (n. Cervera)            |
| Majoral, Josep                        | Pagès                |                                |
| Margó Vives, Ventura                  | Llibreter            | Lleida (n. Terrassa)           |
| Martí, Jordi                          | Obrer                |                                |
| Merola, Carme                         | Mestra               |                                |
| Mòdol, Maria Dolors                   | Administrativa       |                                |
| Novau, Josep                          | Pagès                |                                |
| Pere, Marià                           | Estudiant            |                                |
| Pla, Josep                            | Enginyer             |                                |
| Puig Andreu, Montse                   |                      |                                |
| Puig Andreu, Ramon Maria              | Arquitecte           | Lleida (n. Barcelona)          |
| Redondo, Natividad                    | Mestressa de casa    | Lleida (n. Loja, Granada)      |
| Regué Regué, Celestí                  | Pagès                | Lleida                         |
| Regué Farrà, Celestí                  | Pagès                |                                |
| Rodés Cerqueira, Joan                 | Obrer                | Balaguer                       |
| Rosell Sanuy, Jaume                   | Aparellador          | Àger                           |
| Rosinach                              | Pagès                |                                |
| Rull Fernández, Felip                 | Obrer                | Lleida                         |
| Sabaté, Lolín                         | Infermera            |                                |
| Sárraga Gómez, Àlex de                | Advocat              | Lleida                         |
| Segarra Claverol, Abigail             | Estudiant            | Lleida                         |
| Siurana Zaragoza, Antoni              | Economista           | Lleida                         |
| Solana, Francesc                      | Empleat banca        | Lleida (n. Barbastre, Osca)    |
| Soria Cuartero, Miquel Àngel          | Mestre               | Lleida                         |
| Soriano-Montagut Marcos, Miquel Àngel | Arquitecte           | Lleida (n. Salamanca)          |
| Terrado Terrado, Pere                 | Empleat              | Lleida (n. Sabadell)           |
| Torres, Montserrat                    | Mestra               |                                |
| Vázquez, Josep                        | Estudiant            |                                |
| Villanueva Margalef, Francesc Joan    | Viatjant             | Lleida (n. Barcelona)          |